# Kjosfossen
Kjosfossen è una spettacolare cascata sita nella municipalità di Aurland del Sognefjord, in Norvegia. La cascata è una delle maggiori attrazioni turistiche del paese.
La Flåmsbana, una ferrovia a trazione elettrica, ha una stazione di fermata direttamente di fronte e ne permette la visione panoramica, dal basso, di tutti i 220 m di sviluppo con una sosta dei treni di circa 5 minuti.
La cascata si trova a circa 6 km dalla stazione di Myrdal ove ha termine la linea.